# 이립 (수호전)

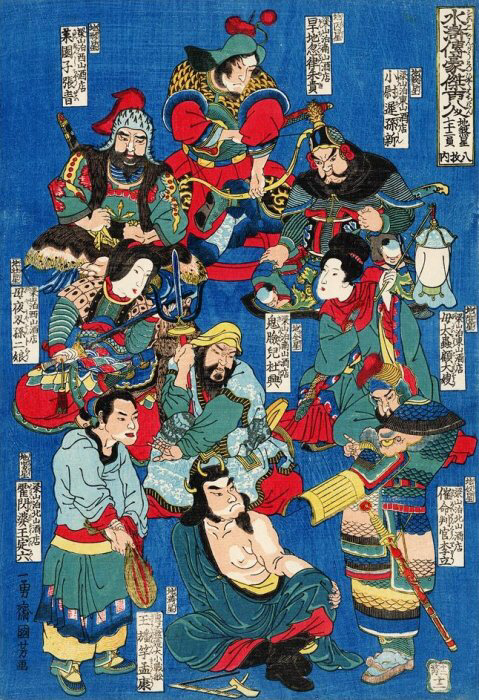

이립(李立)은 중국의 사대기서(四大奇書) 중 하나인 《수호전》(水滸傳))에 등장하는 인물로, 108성 중 96위이자 지살성(地煞星)의 지노성(地奴星)에 해당한다. 선술집(居酒屋)을 운영하고 있으나, 몽한약(蒙汗藥)을 탄 술로 손님을 죽인 뒤 금품을 빼앗고는 손님의 시체로 만두 소를 만들어 팔아 '죽음을 재촉하는 재판관(裁判官)'이라는 의미의 최명판관(催命判官)이라는 별호로 불리며, 두 갈래의 붉은 콧수염에 핏발이 선 눈을 하고 있다.

## 생애
장강(長江) 유역에 위치한 계양령(揭陽嶺)의 실력자인 이준(李俊)의 밑에서 선술집(居酒屋)을 운영하고 있었으며, 몽한약(蒙汗藥)을 탄 술로 손님을 죽인 뒤 금품을 빼앗고는 손님의 시체로 만두 소를 만들어 파는 노상 강도 노릇을 하고 있었다. 어느 날 관에 자수한 뒤 강주(江州)로 유배되던 송강(宋江)과 단공(端公)이 선술집을 방문하자, 이립은 유배되던 사람이 송강이라는 사실을 모른 채 송강과 단공에게 몽한약을 탄 술을 먹인 뒤 금품을 빼앗고는 송강과 단공을 시체로 만들어 만두 소를 만들기 위해 송강과 단공을 주방으로 옮겼다. 이후 선술집에 계양진의 실력자들인 이준, 동위(童威), 동맹(童猛)이 방문했으며, 세 사람은 인망이 높기로 유명한 송강이 강주로 유배를 오게 되어 마중나가는 길이라고 하자 이립 또한 세 사람을 돕기로 했다. 하지만 세 사람이 말한 송강의 인상착의가 몽한약을 탄 술을 먹은 손님과 일치하자 이립은 당황하였고, 이립의 안색이 변한 것을 눈치챈 세 사람은 이립에게 자초지종을 들은 뒤 이립을 시켜 해독약(解毒藥)을 만들어 송강에게 먹였다. 이후 송강이 깨어나자 이립은 송강에게 빼앗은 금품을 돌려준 뒤 송강에게 사죄했으며, 송강은 호탕하게 한 번 웃고 그냥 넘어갔다.
이후 송강이 강주의 옥리(獄吏)인 대종(戴宗)과 함께 처형될 위기에 처하자 이립은 이준 일행에 합류해 유배지로 갔으며, 송강을 구출한 뒤 관군에게 쫓기던 양산박 산적들을 배에 태워서 양산박(梁山泊)으로 대피시켰다. 그 뒤 이준 일행은 목홍(穆弘)의 집에 잠시 숨어있다가 송강과 대종에게 모반을 하려 했다는 누명을 씌운 황문병(黃文炳)을 살해했으며, 이후 이준 일행은 양산박으로 가 일원이 되었다. 그 뒤 양산박에 새로 설치된 주점(酒店) 중 하나인 남산주점(南山酒店)에서 일했으며, 정보 수집이나 감시 등의 역할을 담당했다. 이후 호연작(呼延灼)과의 싸움이 끝난 뒤에는 북산주점(北山酒店)으로 건너가 시천(時遷)과 함께 일했으며, 북경(北京) 대명부공격시나 동창부(東昌府) 공격시에 참가하여 활약하였다.
108성 집결 이후에도 계속 북산주점에서 일했으며, 시천 대신 왕정륙(王定六)과 함께 일하게 되었다. 그 뒤 방랍(方臘)의 난을 진압하는 과정에서 난전 중 중상을 입었으며, 아군 진영으로 돌아온 후 사망했다.